# GAC Fiat Automobiles
GAC Fiat Automobiles Co. Ltd. è stata una società di Changsha, in Cina, joint venture tra GAC Group e Stellantis. Fiat ha finanziato l'accordo con 559 milioni di US$.

## Storia
Fiat e GAC hanno firmato un accordo di joint venture a Roma il 6 luglio 2009, in presenza del presidente cinese Hu Jintao e del presidente del consiglio italiano Silvio Berlusconi.  I lavori per lo stabilimento GAC Fiat iniziarono a Changsha il 26 novembre 2009, con una cerimonia inaugurale alla presenza dell'ambasciatore italiano in Cina, dei leader provinciali di Hunan e Guangdong e dei leader cittadini di Changsha e Guangzhou. GAC Fiat Automobiles Co., Ltd. è stata costituita il 9 marzo 2010.
Lo stabilimento di assemblaggio di Changsha è stato ufficialmente inaugurato il 28 giugno 2012, con una cerimonia alla presenza dell'amministratore delegato della Fiat Sergio Marchionne e dei rappresentanti delle province di Hunan e Guandong.
Nel gennaio 2013 è stato annunciato l'espansione dell'accordo per la produzione di modelli Jeep a Guangzhou.
Nel gennaio 2015, GAC Fiat è stata ribattezzata GAC Fiat Chrysler.
Nel 2021 è stato annunciato che lo stabilimento di Guangzhou è stato dismesso e la produzione è stata trasferita nella fabbrica situata a Changsha.
Nel gennaio 2022, Stellantis ha annunciato un piano per acquisire la quota di maggioranza del 75% della joint venture.
Nel luglio dello stesso anno, Stellantis ha annunciato l'intenzione di chiudere la joint venture con GAC, terminando la produzione di veicoli in Cina per concentrarsi sull'importazione dall'estero.

## Operazioni
GAC Fiat aveva stabilimenti a Changsha, con una capacità produttiva annua di 140.000 auto e 220.000 motori, su una superficie di circa 700.000 m2. La produzione dei veicoli è iniziata nel giugno 2012, con la berlina Fiat Viaggio a cinque porte. Successivamente, l'azienda ha iniziato a produrre la Fiat Ottimo (versione berlina del Viaggio). Lo stabilimento di Guangzhou ha iniziato ad assemblare la Jeep Cherokee nell'ottobre 2015 e la Jeep Renegade nell'aprile 2016. Nel 2018 lo stabilimento di Changan ha iniziato a produrre Jeep, a partire dalla Grand Commander.

## Automobili prodotte

### Auto fuori produzione
| Foto | Marca | Modello         | Inizio produzione | Fine produzione |
| ---- | ----- | --------------- | ----------------- | --------------- |
|      | Fiat  | Viaggio         | 2012              | 2017            |
|      | Fiat  | Ottimo          | 2014              | 2017            |
|      | Jeep  | Cherokee        | 2015              | 2022            |
|      | Jeep  | Renegade        | 2016              | 2022            |
|      | Jeep  | Compass         | 2016              | 2022            |
|      | Jeep  | Grand Commander | 2018              | 2022            |

## Dati di vendita
| Anno   | Vendite di veicoli |
| ------ | ------------------ |
| 2012   | 11 288             |
| 2013   | 48 375             |
| 2014   | 68 090             |
| 2015   | 39 486             |
| 2016   | 145 708            |
| 2017   | 205 028            |
| 2018   | 124 514            |
| 2019   | 72 956             |
| 2020   | 40 659             |
| 2021   | 20 357             |
| Totale | 756 104            |